# Giovanni Bianchini
Giovanni Bianchini (en latín, Johannes Blanchinus) (1410-c.1469) fue un profesor de matemática y astronomía italiano. Fue el primer matemático europeo en utilizar fracciones decimales en notación posicional, y en exponer las leyes del cálculo con cifras negativas.

## Semblanza
Trabajó en la Universidad de Ferrara y como astrólogo en la corte de Leonello d'Este. Se le asocia con Georg Purbach y con Regiomontanus. Mantuvo correspondencia con Regiomontanus en 1463–1464, en la que se mencionan los trabajos de Bianchini titulados: Primum mobile (con tablas astronómicas incluidas), Flores almagesti, y Compositio instrumenti.
Bianchini fue el primer matemático en Europa que utilizó fracciones decimales posicionales en sus tablas trigonométricas, al mismo tiempo que Al-Kashi en Samarkanda. En su De arithmetica,  (una parte del Flores almagesti), utiliza operaciones con números negativos y expresa las leyes de operación de los signos aritméticos.
Probablemente fue el padre del fabricante de instrumentos Antonio Bianchino.[cita necesitada]

## Obras
- Luminarium atque planetarum motuum tabulae octoginta quinque (en latín). Basel: Johann Herwagen  (1.). 1553.
- Silvio Magrini (ed.), Joannes de Blanchinis ferrariensis e il suo carteggio scientifico col Regiomontano (1463-64), Zuffi, 1916 — Cartas científicas intercambiadas por Bianchini y Regiomontanus

## Eponimia
- El cráter lunar Blanchinus lleva este nombre en su honor.[2]